# SD Gundam: G Generation - Monoeye Gundams
SD Gundam: G Generation - Monoeye Gundams est un jeu vidéo de stratégie développé et édité par Bandai en septembre 2002 sur WonderSwan Color. C'est une adaptation en jeu vidéo de la série basée sur l'anime Mobile Suit Gundam et notamment Super Deformed Gundam,.